# Dąb Cytadelowców Poznańskich w Poznaniu
Dąb Cytadelowców Poznańskich – pomnik przyrody, zabytkowy dąb szypułkowy, rosnący w Poznaniu, w zachodniej części Parku Cytadela, w niewielkim oddaleniu od ul. Za Cytadelą. Drzewo zostało objęte tą formą ochrony przyrody 1 kwietnia 2021 roku w wyniku uchwały Rady Miasta Poznania podjętej 9, a ogłoszonej 17 marca tego roku. Jest to jeden z dwóch pomników przyrody, obok dębu im. gen. Wasilija Czujkowa, który zlokalizowany jest w obrębie Parku Cytadela, podlegającemu ochronie w ramach obszaru Natura 2000 - Fortyfikacje w Poznaniu.
Drzewo jest wysokie na 30 m i zwieńczone koroną o regularnej formie. Pień w najgrubszym miejscu ma obwód 325 cm, a jego wnętrze jest zdrowe i nie ma uszkodzeń, co wykazały przeprowadzone w 2020 roku badania tomograficzne. Wedle szacunków Wydziału Kształtowania i Ochrony Środowiska Urzędu Miasta Poznania dąb liczy sobie około 130-150 lat, co oznaczałoby, iż wyrósł ok. lat 70' lub 80' XIX w. Na drzewie zamontowana jest skrzynka lęgowa przeznaczona dla puszczyka. 
Nazwa nadana pomnikowi przyrody upamiętnia cywilnych uczestników walk o Fort Winiary w ramach ostatniej fazy bitwy o Poznań w lutym 1945 roku. 